# Regobarrosia villiersi
Regobarrosia villiersi är en fjärilsart som beskrevs av De Toulgoët 1984. Regobarrosia villiersi ingår i släktet Regobarrosia och familjen björnspinnare. Inga underarter finns listade.